# هاينز رومان
هاينريش فيلهلم "هاينز" رومان (7 مارس 1902 - 3 أكتوبر 1994) ممثل سينمائي ألماني ظهر في أكثر من 100 فيلم بين عامي 1926 و 1993. يعد من أشهر الممثلين الألمان وأكثرهم شعبية في القرن العشرين، ومن أساطير السينما الألمانية، اشتهر رومان بلعب دور في أفلام كوميدية مثل الثلاثة من محطة التعبئة خلال سنواته الأخيرة ظهر في في أفلام مثل الكابتن من كوبنيك وفيلم حدث ذلك في وضح النهار. كان فيلمه الوحيد الناطق باللغة الإنجليزية هو سفينة السفهاء في عام 1964.